# Absonus caracasensis
Absonus caracasensis is een hooiwagen uit de familie Zalmoxioidae. De wetenschappelijke naam van Absonus caracasensis gaat  terug op M. A. González-Sponga.